# El senyal que esperaves
El senyal que esperaves és el cinquè disc del grup català Els Amics de les Arts. Es va publicar el 18 de setembre de 2020 amb el segell discogràfic d'Universal Music Spain S.L.

## Llista de cançons
Les cançons d'aquest disc són:
| Núm. | Títol                     | Durada |
| ---- | ------------------------- | ------ |
| 1.   | «No vam saber tornar»     | 4:30   |
| 2.   | «El senyal que esperaves» | 3:24   |
| 3.   | «Semblava que fossis tu»  | 4:25   |
| 4.   | «Als abismes»             | -      |
| 5.   | «Adéu»                    | -      |
| 6.   | «Juliol 1994»             | -      |
| 7.   | «Et vaig dir»             | -      |
| 8.   | «El meu cos»              | -      |
| 9.   | «Kokoschka»               | -      |
| 10.  | «Mentrestant»             | -      |